# Pondok Lunang
Pondok Lunang is een bestuurslaag in het regentschap Muko-Muko van de provincie Bengkulu, Indonesië. Pondok Lunang telt 876 inwoners (volkstelling 2010).